# Мисаил (архиепископ Рязанский)

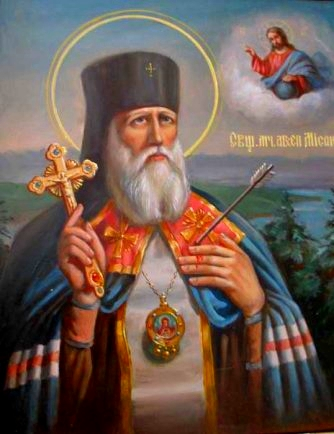
Икона

Архиепископ Мисаил (I четверть XVII, село Грузино — 9 апреля [19 апреля] 1655, село Агломазово) — епископ Русской православной церкви, архиепископ Рязанский и Муромский.
Прославлен 12 января 1987 года как священномученик в лике местночтимых рязанских святых. Память 10 (23) апреля, а также в Соборах Рязанских, Тамбовских и Липецких святых.

## Биография
Родился в первой четверти XVII века в селе Грузино Новгородской епархии.
Монашескую жизнь начал в Новгородском Деревяницком Воскресенском монастыре. Отличался благочестивой жизнью. Обратил на себя внимание священноначалия и братии и был рукоположен во иеромонаха.
Был ризничим митрополита Новгородского Никона (Минова) (впоследствии патриарха), который указал царю Алексею Михайловичу на Мисаила как на достойного преемника почившему архиепископу Рязанскому Моисею.
13 апреля 1651 года он был хиротонисан во епископа Рязанского с возведением в сан архиепископа.
Вступив в управление Рязанской епархией, архипастырь нашёл упущения в монастырях и среди белого духовенства.
Ревнуя о славе Божией, святитель Мисаил в самом начале своего архипастырского служения разослал грамоту к пастве, в которой преподал ей отеческие увещания. Игуменам же монастырей давал наставления строго соблюдать монастырские уставы. Его обращения к пастве и духовенству отличались простотой, искренностью и свидетельствовали о нём как об архипастыре умном, высоконравственном.
С первого же года своего архипастырства архиепископ Мисаил обнаружил выдающуюся неутомимую деятельность. Он отечески вникал в частную жизнь подчиненного ему духовенства и часто в праздники приглашал к себе в гости.
Энергично боролся главным образом против народного повального пьянства: восстал против корчемников и их досмотрщиков, которые систематически спаивали народ, и изгонял их из епархии.
Боролся против религиозного индифферентизма, проявляющегося в крайней и массовой холодности к Церкви.
Всех вдовых священников, подававших повод к соблазну, силою постригал в монашество и отсылал в монастыри.
Святитель очень любил совершать богослужения, причём совершал их всегда торжественно и пышно. Бывший в частной жизни строгим монахом, воздержанным во всём, он во время церковной службы одевался в дорогие одежды.
Основная же заслуга святителя Мисаила перед Церковью состоит в том, что он взял на себя миссию по христианизации коренных жителей Рязанского края. В первые годы святительства он возложил это дело на монаха Артемия, так как сам много занимался приведением в порядок епархиальных дел, затем был вызван патриархом Никоном в Москву на Собор по делу исправления церковных книг.
В 1654 году он испросил у патриарха благословения на проповедь среди мордвы. Получив патриаршую и царскую грамоты, архиепископ с несколькими священниками сам отправился в мордовские селения. Он переезжал из одного селения в другое, проповедуя православную веру. Проповедь Мисаила имела успех. Более трёхсот язычников приняли крещение.
Затем он вторично предпринял поездку и более года провел в миссионерских трудах, окрестив при этом 4 200 человек мордвы.
В феврале 1655 года архиепископ Мисаил снова отправился на проповедь в Шацкий уезд. П. И. Мельников-Печерский писал, что, «переезжая из места в место, Мисаил… крестил мордву, заставляя рубить их священные рощи и сожигая срубы на их кладбищах». Эти действия вызвали недовольство местного населения, которое часто отказывалось креститься. Мисаил получил две царских грамоты из Москвы, которые предписывали ему крестить мордву и татар и взять в помощь служилых людей, «сколько человек пригож».
Последнее путешествие окончилось для Мисаила трагически. В апреле 1655 года, возвращаясь в Рязань, он въехал в деревню Ямбирно и начал зачитывать царский указ. Вокруг собралась неприязненно настроенная толпа мордвы; завязалась драка, и одна из мордовских стрел пронзила левую руку и грудь архиепископа. Ранение оказалось смертельным. Его привезли в село Агломазово, где 9 (19) апреля он скончался от ранений.
По другой версии, это произошло в окрестностях Шацкого села Конобеева. Летопись сохранила имя убийцы Рязанского владыки. Это был мордвин: Гаречишка, «навождением сатанинским устреливший вернейшаго служителя Божия».
По желанию святителя он был погребён в Чернеевском Николаевском монастыре у церкви святого Мины. В 1656 году по воле царя его тело было перенесено в Рязанский Архангельский собор. В 1820 году над местом его захоронения была установлена гробница.
В 1987 году Мисаил был прославлен в Соборе Рязанских святых как священномученик. В 1998 году были обретены его мощи. 18 сентября этого же года его мощи были перенесены в Свято-Троицкий монастырь Рязани. В 2001 году было установлено его общецерковное почитание.